# イギリス領ソマリランド

ソマリランド保護領
Somaliland Protectorate（英語）
Maxmiyadda Dhulka Soomaalida（ソマリ語）
الصومال البريطاني（アラビア語）

国歌: God Save the Queen（英語）
女王陛下万歳

イギリス保護領ソマリランドの領域

現在ソマリランド共和国が実効支配

イギリス領ソマリランド（イギリスりょう ソマリランド、英語: British Somaliland、ソマリ語: Dhulka Soomaalida ee Biritishka）は、1884年から1960年まで存在した、アフリカの角におけるイギリス帝国の保護領である。

## 概要
1870年代まで、この地域はムハンマド・アリー朝が支配していた。だが1884年、アデン駐留のイギリス軍が駐屯するようになり、ソマリランドの各部族と協定を締結、1887年には同国により保護領化された。1898年までは行政上イギリス領インド帝国の統治下にあったが、いったんイギリス外務省に所管が移され、1905年に植民地省の管轄となった。
1899年から、イギリスの内陸進出に反発したソマリ族の宗教指導者モハメド・ビン・アブドラ(マッド・ムラーと呼ばれた)がダラーウィーシュ国を建国し、内陸からイギリス勢力を駆逐、1920年に和解した。その間にイタリア王国が内陸部の支配権を確立、イタリア領ソマリランドを成立させている。
第二次世界大戦中の1940年8月3日、17万5千人の軍勢を率いたイタリア軍(7割はアフリカ人)がイタリア領東アフリカよりイギリス領ソマリランドに侵入、8月19日にはベルベラが占領され、同地域は完全にイタリアの支配下に入った。その後イタリア領ソマリランド、エチオピア、エリトリアで構成されるイタリア領東アフリカとは別個の行政体として統治されるが、1941年3月16日に連合軍の上陸作戦が行われ、その月のうちにイギリスが奪還した。
再びイギリスの施政下に戻ったイギリス領ソマリランドは、1960年6月26日にソマリランド国（英語：State of Somaliland）として独立する。ここに、イギリス領ソマリランドの73年間におよぶ統治が終了した。ただしこの独立は、同年7月1日に予定されていたイタリア信託統治領ソマリアの独立を見越して同地域との統合を目的としたもので、ソマリランド国の存続期間はわずか5日間だけの限定的なものであった。そして予定通り7月1日に両地域は統合され、ソマリア共和国が発足した。
1990年にモハメド・シアド・バーレによる政権が崩壊。1991年、ソマリア民主共和国北部の独立を求める内戦の末、イギリス領ソマリランドを取り囲んでいた地域が独立を宣言した。同年5月に旧イギリス領ソマリランド地域がソマリランド共和国として再度独立した。地方政府は当共和国を、旧イギリス領ソマリランド及びソマリランド国を継承する国家としている。現在のところ国際的な承認はないが、すでにソマリアとは全く別の国家として機能している。